# Bhutanisch-deutsche Beziehungen
Zwischen Bhutan und der Bundesrepublik Deutschland bestehen seit dem 25. November 2020 diplomatische Beziehungen. Bhutan ist damit das letzte Mitglied der Vereinten Nationen, zu dem Deutschland diplomatische Beziehungen aufnahm.
Bereits seit Juli 2000 bestehen  konsularische Beziehungen. Die deutsche Botschaft in Neu Delhi pflegt die offiziellen bilateralen Kontakte zum Königreich Bhutan. 2020 erteilte Bhutan die Zustimmung zur Ernennung eines Honorarkonsuls für Deutschland in Thimphu.
Bhutans diplomatische Interessen werden von der Mission Bhutans bei der EU wahrgenommen. Der Honorargeneralkonsul für Bhutan in Deutschland hat seinen Sitz in Bietigheim-Bissingen. Ein weiterer Honorarkonsul befindet sich in Essen.
Die Beziehungen zwischen beiden Staaten sind freundschaftlich. Der Besuch des ehemaligen Bundespräsidenten Richard von Weizsäcker im November 2000 wurde von bhutanischer Seite wie ein Staatsbesuch durchgeführt. Bundeskanzlerin Angela Merkel traf im September 2010 am Rande der Generalversammlung der Vereinten Nationen mit dem bhutanischen Premierminister Jigme Thinley erstmals zu einem Gespräch auf Regierungsebene zusammen. Am 13. März 2023 empfing Bundeskanzler Olaf Scholz den Ministerpräsidenten Lotay Tshering von Bhutan in Berlin.